# سيبك (فريدون شهر)
سيبك (بالفارسية: سیبک) هي قرية تقع في قسم تششمة لنغان الريفي في إيران. يقدر عدد سكانها بـ 1,394 نسمة .